# مطار لين خونج
مطار لين خونج إياتا: DLI، إيكاو: VVDL) ((بالفيتنامية: Cảng hàng không Liên Khương)‏ هو مطار دولي يقع في دا لات، محافظة لام دونغ، فيتنام. تم إفتتاح المطار في ديسمبر 2009 ويستطيع أن يستوعب 1.5-2 مليون مسافر في السنة.

## شركات الطيران والوجهات
| شركـات طيـران            | الوجهات |
| ------------------------ | --- |
| طيران آسيا               | مطار كوالالمبور الدولي |
| بامبو إيرويز             | مطار كن تاه الدولي، مطار دا نانغ الدولي، مطار نوي باي الدولي، مطار فينه الدولي                                                                                             |
| Pacific Airlines         | مطار نوي باي الدولي، مطار تان سون نهات الدولي |
| Thai VietJet Air         | مطار سوفارنابومي الدولي |
| خطوط فيت جيت             | Busan (تبدأ في 13 يوليو 2023)، مطار كن تاه الدولي، مطار دا نانغ الدولي، Hai Phong ‏، مطار نوي باي الدولي، مطار تان سون نهات الدولي، مطار إنتشون الدولي، مطار فينه الدولي    |
| الخطوط الجوية الفيتنامية | مطار كن تاه الدولي، مطار دا نانغ الدولي، Hai Phong ‏، مطار نوي باي الدولي، مطار تان سون نهات الدولي، مطار فو باي الدولي، مطار فو كوك الدولي، مطار ثو شوان، مطار فينه الدولي |